# Маркеш-де-Помбал (станція метро)
38°43′29″ пн. ш. 9°9′2″ зх. д. / 38.72472° пн. ш. 9.15056° зх. д.
Марќеш-де-Помб́ал (порт. Marquês de Pombal) — станція Лісабонського метрополітену. До 1995 року називалась «Ротунда» (порт. Rotunda). Це одна з перших одинадцяти станцій метро у Лісабоні. Знаходиться у центральній частині міста Лісабона в Португалії. Належить одночасно двом лініям: на Синій лінії (або Чайки) знаходиться між станціями «Парке» та «Авеніда», на Жовтій лінії (або Соняшника) — між станціями «Пікоаш» та «Рату». Станція берегового типу, мілкого закладення. Введена в експлуатацію 29 грудня 1959 року, на той час була єдиною пересадочною станцією. Станція зазнала реконструкції у 1995 році (було збудовано платформи Жовтої лінії і змінено інтер'єр). Належить до першої зони, вартість проїзду в межах якої становить 0,75 євро. Назва станції пов'язана з площею Маркіза де Помбал, під якою вона знаходиться (порт. Praça Marquês de Pombal).

## Опис
За архітектурою станція є однією з найскладніших у Лісабонському метрополітені. Архітектори — Francisco Keil do Amaral і Falcão e Cunha, художні роботи виконала — Maria Keil (першопочатковий вигляд станції). При реконструкції у 1995 році архітектори — José Daniel Santa-Rita i João Santa-Rita, художні роботи виконали — João Cutileiro, Charters de Almeida. Станція має два вестибюлі, що знаходяться під землею, та сім виходів на поверхню, а також ліфт для людей з фізичним обмеженням. На станції заставлено тактильне покриття. 

## Режим роботи[4]
Відправлення першого поїзду відбувається з кінцевих станцій Синьої лінії:
- ст. «Амадора-Еште» — 06:30
- ст. «Санта-Аполонія» — 06:30

Відправлення останнього поїзду відбувається з кінцевих станцій Синьої лінії:
- ст. «Амадора-Еште» — 01:00
- ст. «Санта-Аполонія» — 01:00

Відправлення першого поїзду відбувається з кінцевих станцій Жовтої лінії:
- ст. «Одівелаш» — 06:30
- ст. «Рату» — 06:30

Відправлення останнього поїзду відбувається з кінцевих станцій Жовтої лінії:
- ст. «Одівелаш» — 01:00
- ст. «Рату» — 01:00

## Галерея зображень

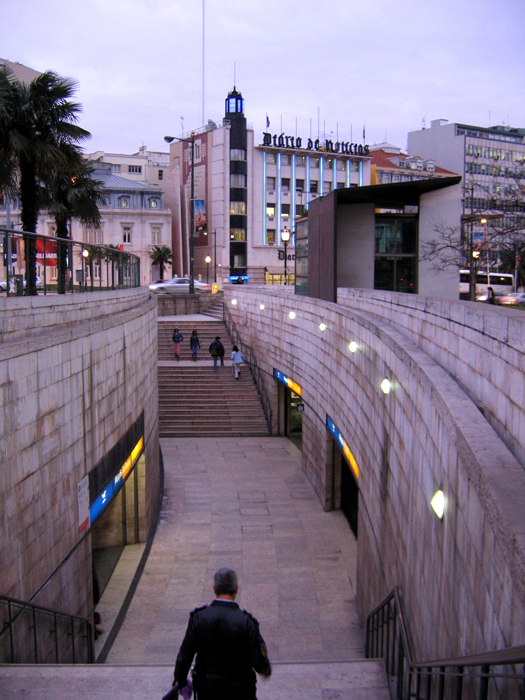
Вхід з вулиці
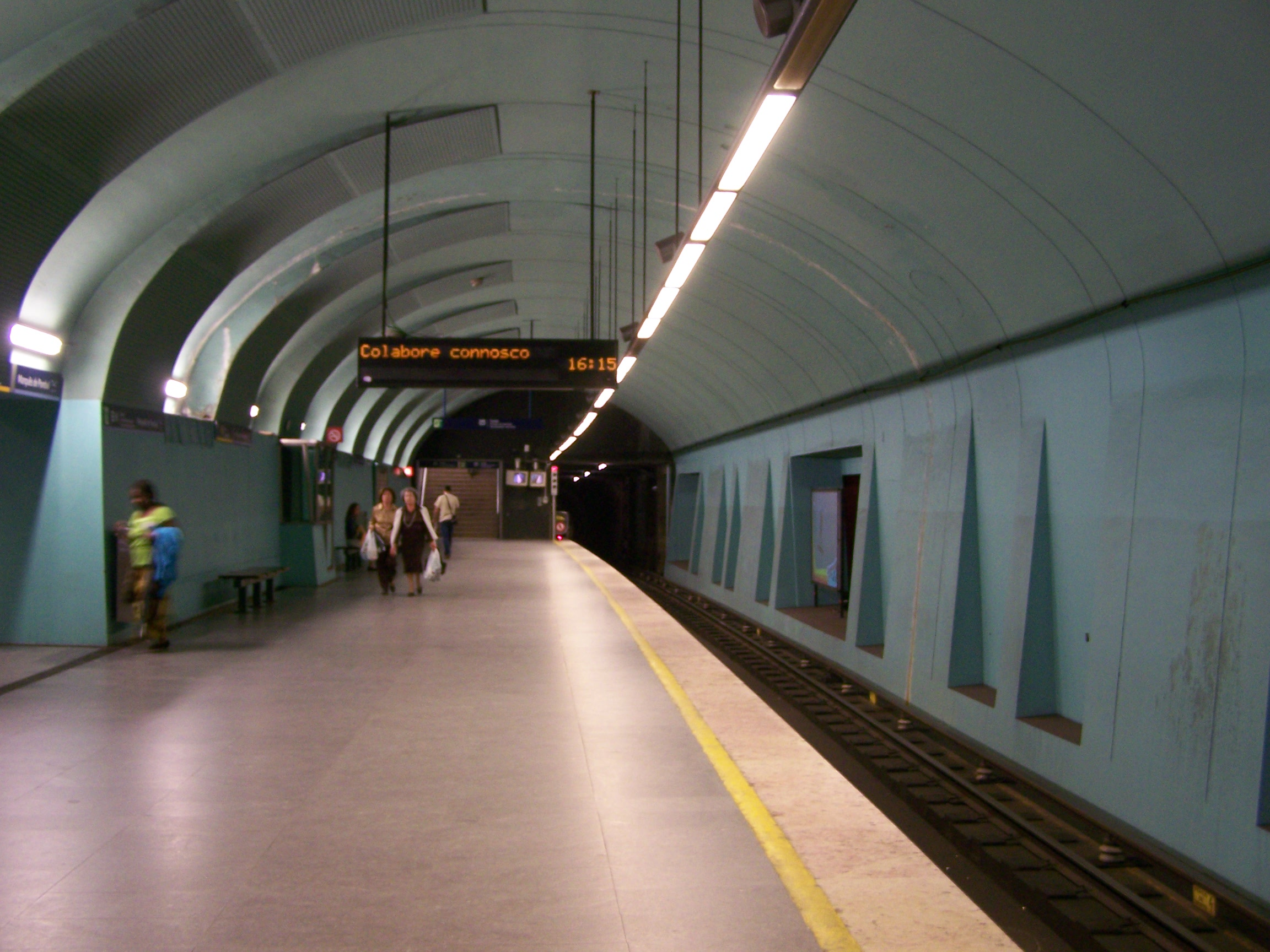
Посадкова платформа Синьої лінії станції
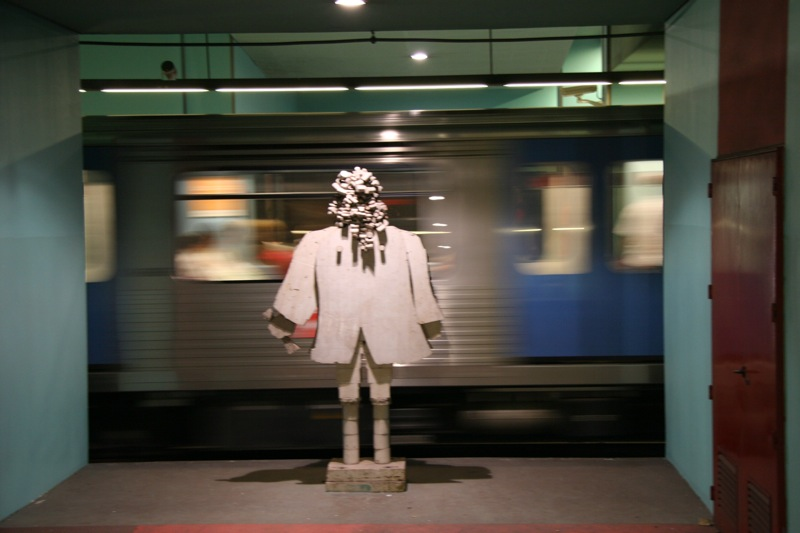
Статуя маркіза на Синій лінії станції
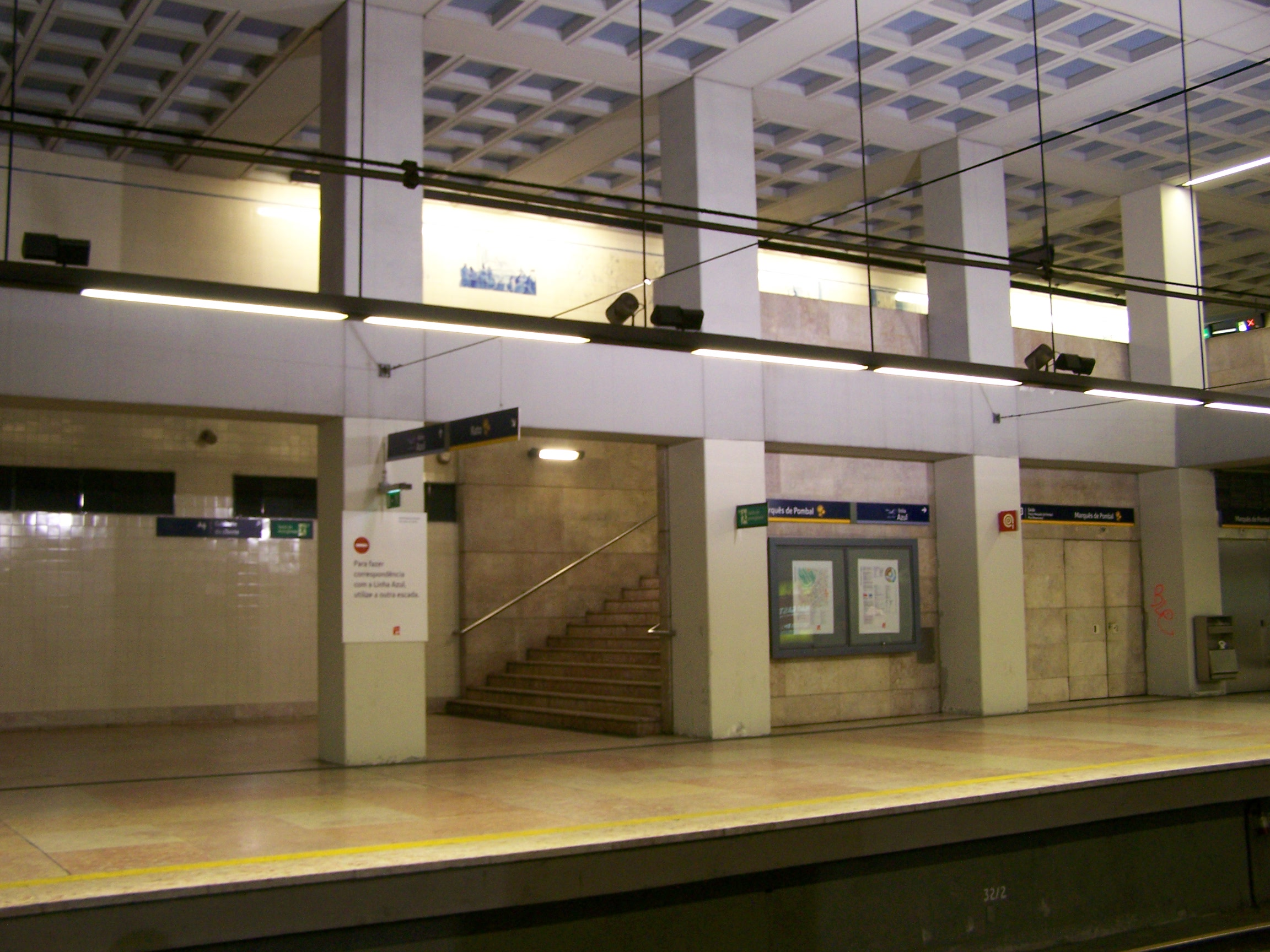
Посадкова платформа Жовтої лінії станції
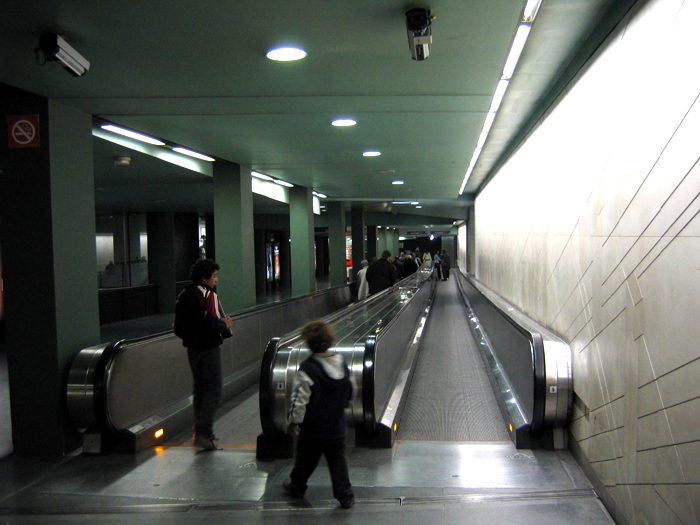
Перехід між лініями
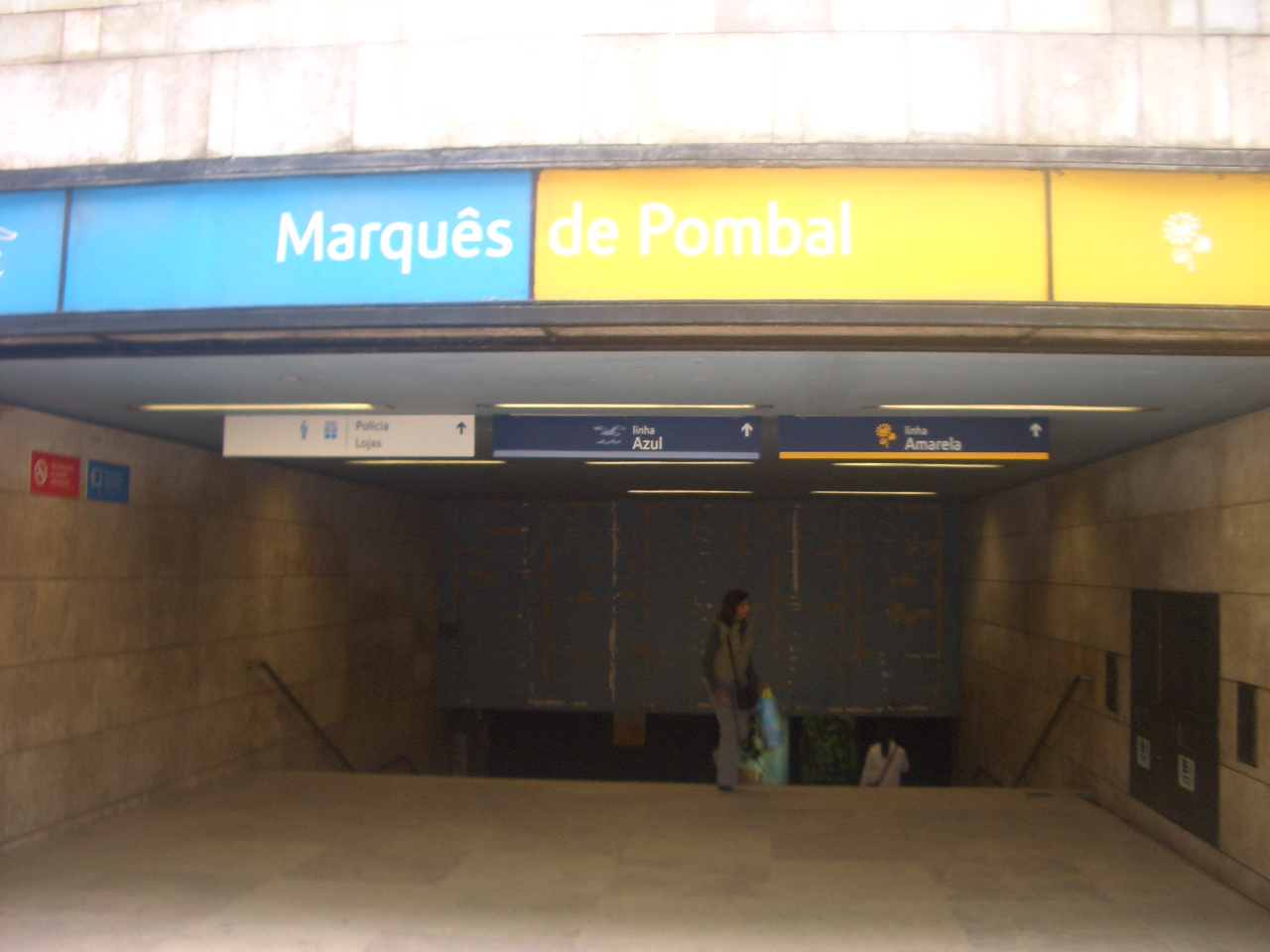
Інший вхід з вулиці